# Lourenço de Brito Correia
Lourenço de Brito Correia war zwischen dem 15. Juni 1779 und 1782 Gouverneur von Portugiesisch-Timor. Die Ernennung erhielt er bereits im April 1778. Er löste Caetano de Lemos Telo de Meneses ab, dem verschiedene Vergehen vorgeworfen wurden und deswegen nach Mosambik verbannt wurde.
1777 (nach anderen Quellen 1776, 1779 oder 1781) erhob sich das Reich von Luca, aufgrund von Repressionen gegen die animistischen Religion, in einer bis 1785 dauernden Revolte gegen die portugiesischen Kolonialherren, die der „Krieg der Verrückten“ (portugiesisch guerra de loucos, auch guerra dos doidos) genannt wurde. Eine „Prophetin“ hatte den Kriegern verkündet, dass die Ahnen sie unterstützen würden, um das Joch der Fremden abzuschütteln. Die Krieger hielten sich für unverwundbar. Viqueque unterstützte die Portugiesen bei der Niederschlagung der Rebellion, doch dies gelang erst Gouverneur João Baptista Vieira Godinho im Jahr 1785.